# Radiant (manfra)
Radiant (ラディアン Radian?) es una serie de cómic francesa escrita e ilustrada por Tony Valente. Ha sido publicado por Ankama desde 2013 y actualmente tiene 19 volúmenes publicados en francés. Más tarde, fue publicado por la editorial japonesa Asukashinsha en 2015, convirtiéndose en el primer manfra francés en ser publicada en Japón. La serie fue licenciada por Viz Media en inglés en 2018 y actualmente tiene los primeros 18 volúmenes lanzados. También está disponible en otros idiomas, como alemán, italiano, español y portugués. La serie recibió una adaptación de anime de Lerche que se emitió del 6 de octubre de 2018 al 23 de febrero de 2019. El anime se renovó para una segunda temporada, que se estrenó el 2 de octubre de 2019.

## Historia
En el mundo de Radiant , monstruos llamados Némesis caen del cielo. Estos némesis contaminan todo lo que tocan. Las personas que sobreviven a su contacto son maldecidas, pero también obtienen la capacidad de utilizar un poder mágico conocido como "Fantasia", convirtiéndose así en hechiceros. Seth, el protagonista de Radiant, es un adolescente que ha sobrevivido a un ataque de un Nemesis. Sueña con derrotar a todos los Némesis y traer la paz entre los hechiceros y el resto de la humanidad. Para hacerlo, tiene que encontrar el lugar de donde provienen los Némesis, el legendario Radiant, y destruirlo. Él y otros hechiceros viajan por la región en busca de Radiant mientras evitan a la Inquisición, una organización que caza a los hechiceros.

## Personajes
Seth (セト Seto?)
 Seiyū: Yumiri Hanamori
Un niño de quince años que se convirtió en hechicero tras el ataque de un Némesis al que sobrevivió cuando era niño hace diez años. El resultado del ataque le dio dos pequeños cuernos en la cabeza. Aspira a poner fin a la amenaza de los Némesis y traer la paz a los hechiceros y a los humanos.
Mélie (メリ Meri?)
 Seiyū: Aoi Yūki
Una chica con doble personalidad que se hace amiga de Seth.
Doc (ドク Doku?)
 Seiyū: Shintarou Oohata
Un hechicero de investigación que trabaja con Seth y Mélie.
Alma (アルマ Aruma?)
 Seiyū: Romi Park
Una mujer que es una hechicera y cazadora de némesis con experiencia. Sobrevivió al mismo ataque de Nemesis al que Seth sobrevivió. Desde entonces crio a Seth y le enseñó a controlar sus poderes de hechicero. Aunque ella actúa de manera algo hostil hacia él, se muestra muy cariñosa y sabe cómo usar la amabilidad con las personas.
Mister Bobley (ミスター・ボブリー Misutā Boburī?)
 Seiyū: Makoto Koichi
Una criatura parecida a un pájaro y el compañero más cercano de Mélie.
Dragunov (ドラグノフ Doragunofu?)
 Seiyū: Kōji Yusa
Un capitán de la Inquisición encargado de capturar a Seth vivo.
Grimm (グリム Gurimu?)
 Seiyū: Takehito Koyasu
Un misterioso y poderoso hechicero cubierto de vendas de pies a cabeza que habla en tercera persona.
Master Lord Majesty (マスター・ロード・マジェスティ Masutā Rōdo Majesuti?)
 Seiyū: Kappei Yamaguchi
Un ser felino que es el líder del Instituto Artemis.
Yaga (ヤガ Yaga?)
 Seiyū: Hiroyuki Yoshino
Un sabio y anciano hechicero que fue el mentor de Alma. Se convierte también en el mentor de Seth.
Miss Melba (ミス・メルバ Misu Meruba?)
 Seiyū: Nao Tōyama
Torque (トルク Toruku?)
 Seiyū: Kenta Miyake
Un general de la Inquisición.  También conocido como "La Bestia".
Von Tepes (フォン・ツェペシュ Fon Tsuepeshu?)
 Seiyū: Takuma Terashima
Ulmina Bagliore (ウルミナ・バグリオーレ Urumina Baguriōre?)
 Seiyū: Saori Hayami
Lieselotte (リゼロッテ Rizerotte?)
 Seiyū: Ayane Sakura
Santori (サントーリ Santōri?)
 Seiyū: Kenichi Ogata
Piodan (ピオドン Piodon?)
 Seiyū: Ryōhei Kimura
Boss (ボス Bosu?)
 Seiyū: Tetsu Inada
Narrador
 Seiyū: Shō Hayami
Mordred Doussant (モルドレッド Morudoreddo?)
 Seiyū: Haruki Ishiya
Hameline
 Seiyū: Yumi Uchiyama
Sagramore (サグラモール Saguramōru?)
 Seiyū: Kentarō Kumagai
Reina Boudica (クイーン・ブーディカ Kuīn Būdika?)
 Seiyū: Yukana
Lord Brangoire (ブランゴワール Burangowāru?)
 Seiyū: Hiroshi Shirokuma
Lord de Gulis (ギュリス卿 Gyurisu Kyō?)
 Seiyū: Yutaka Aoyama
Ocoho (オコホ Okoho?)
 Seiyū: Mai Fuchigami
Myr (ミル Myr?)
 Seiyū: Bin Shimada
Yggdrajill / Jill (ジル Jiru?)
 Seiyū: Kikuko Inoue

## Contenido de la obra

### Manfra
El manfra fue escrito e ilustrado por el autor francés Tony Valente. Comenzó a publicarse en Ankama Éditions en julio de 2013 y actualmente tiene 19 volúmenes publicados. Ha sido publicado por Viz Media en inglés desde 2018. Los idiomas adicionales en los que ha sido publicado son español por LetraBlanka desde 2016 y por Panini Manga en 2019, alemán por Pyramond desde 2016, e italiano por Mangasenpai desde 2017.

#### Lista de volúmenes
| Volúmenes de manga publicados | Volúmenes de manga publicados | Volúmenes de manga publicados |
| Número                        | Fecha de lanzamiento          | ISBN                          |
| ----------------------------- | ----------------------------- | ----------------------------- |
| 1                             | 4 de julio de 2013            | ISBN 978-2-35910-391-5        |
| 2                             | 7 de marzo de 2014            | ISBN 978-2-35910-486-8        |
| 3                             | 27 de febrero de 2015         | ISBN 978-2-35910-505-6        |
| 4                             | 20 de noviembre de 2015       | ISBN 978-2-35910-862-0        |
| 5                             | 8 de julio de 2016            | ISBN 978-2-35910-966-5        |
| 6                             | 2 de diciembre de 2016        | ISBN 979-10-3350-096-4        |
| 7                             | 3 de julio de 2017            | ISBN 979-10-3350-450-4        |
| 8                             | 1 de diciembre de 2017        | ISBN 979-10-3350-487-0        |
| 9                             | 25 de mayo de 2018            | ISBN 979-10-3350-545-7        |
| 10                            | 21 de septiembre de 2018      | ISBN 979-10-3350-555-6        |
| 11                            | 22 de febrero de 2019         | ISBN 979-10-3350-929-5        |
| 12                            | 30 de agosto de 2019          | ISBN 979-10-3350-964-6        |
| 13                            | 31 de enero de 2020           | ISBN 979-10-3350-976-9        |
| 14                            | 28 de agosto de 2020          | ISBN 979-10-3350-983-7        |
| 15                            | 1 de octubre de 2021          | ISBN 979-10-3351-248-6        |
| 16                            | 1 de abril de 2022            | ISBN 979-10-3351-187-8        |
| 17                            | 2 de diciembre de 2022        | ISBN 979-10-3351-408-4        |
| 18                            | 8 de diciembre de 2023        | ISBN 979-10-3351-406-0        |
| 19                            | 22 de noviembre de 2024       | ISBN 979-10-3351-720-7        |

### Anime
NHK anunció el 31 de enero de 2018, una adaptación de la serie de cómics Radiant del autor francés Tony Valente, que Asukashinsha publica en Japón. La serie está dirigida por Seiji Kishi y Daisei Fukuoka, y escrita por Makoto Uezu, con animación del estudio Lerche. Los diseños de personajes para la serie son producidos por Nozomi Kawano, y Masato Koda está componiendo la música de la serie. El tema de apertura es "Utopia" de Limited Sazabys. El tema de cierre es "Radiant" de Polkadot Stingray.
La serie de 21 episodios se emitió en NHK Educational TV del 6 de octubre de 2018 al 23 de febrero de 2019. Se basa en los volúmenes 1 a 4 del manfra. La serie es transmitida simultáneamente por Crunchyroll, con Funimation produciendo el doblaje en inglés.
En el episodio final de la primera temporada, se ha anuncio una segunda temporada de 21 episodios. Se estrenó el 2 de octubre de 2019. El tema de apertura de la segunda temporada es "Naraku" de Halo at Yojohan, mientras que el tema de cierre es "Chitto mo Shiranakatta" de Emi Nakamura.
La serie recibió un doblaje al francés que se emitió por primera vez en Game One en Francia el 2 de septiembre de 2019.
La serie fue licenciada para América Latina por Crunchyroll quien realizaría su respectivo doblaje al español latinoamericano y portugués brasileño, los doblajes hicieron su debut en el renovado bloque de Toonami en Cartoon Network para ambas regiones. En Hispoanoamérica se estrenó el 26 de enero de 2021.